# 't Kliekske
 't Kliekske is een Vlaamse folkgroep die bestond van 1969 tot 2016.

## Historie
In 1968 werden in Huizingen vier jonge mensen, Rosita Tahon, Herman Dewit, Oswald Tahon en Raoul Robyn, geïnspireerd door oude liederen en dansen. Nog geen jaar later, in 1969, werd Raoul vervangen door Frans Lots. Na enkele jaren verliet Frans Lots in 1971 de groep en werd vervangen door Antwerpenaar Wilfrid Moonen. Zij verzamelden talloze volksliederen, melodieën, dansen en instrumenten. Maar vooral werd er opgetreden, en ondertussen hield Herman Dewit zich ook nog bezig met het nabouwen van oude instrumenten zoals draailier, hommel, doedelzak, rommelpot, blazeveer, bultkarkas, klompviool, vlierefluit, rietpijp, fijferfluit, snarentrom, cister, enz. De groep is ook initiatiefnemer van de jaarlijkse volkmuziekstages, eerst in Galmaarden en daarna in Gooik in het Pajottenland.
Op 't Kliekske is al regelmatig een beroep gedaan voor radio- en televisieoptredens in binnen- en buitenland, en voor muzikale begeleiding van film en toneel.
In 1995 kreeg de groep het predicaat Cultureel Ambassadeur van Vlaanderen. Ook in 1995 kreeg Herman vanwege zijn onderzoek naar en het brengen van volksmuziek voor en met kinderen en jongeren de titel van Doctor Ludorum Causa.
In 1998 stonden zij 30 jaar op de planken en werd er gestart met de opnames voor een reeks van 10 cd's (samen met collega's als Wannes Van de Velde, het Brabants Volksorkest, Jan Smed, Kadril, Laïs, Ambrozijn, Olla Vogala en anderen.
In 1998 werd voor het eerst in het reguliere muziekonderwijs in Gooik begonnen met het lesgeven met de Vlaamse volksinstrumenten: doedelzak, trekzak en hommel.
Ondertussen begon Herman in 1992 het project van het bouwen van een traditionele platbodem De Scute in Blankenberge. In 1999 werd dit houten schip onder grote belangstelling te water gelaten. Daarnaast startte ook het eerste Festival van het Zeemanslied.
Bij het overlijden van Wilfrid Moonen werd beslist de groep niet meer verder te zetten. Herman en Rosita treden nog wel verder op als het koppel Herman & Rosita.

## Muzikanten
't Kliekske bestond uit de volgende muzikanten:
- Rosita Tahon (26/4/1948): zang - viool - hommel - percussie - draailier - kleppers - harmonica - accordeon;
- Herman Dewit (10/9/1946): zang - doedelzak - draailier - hakkebord - doedelfluit - xylofoon - hommel - koehoornfluit - mondharp - eenhandsfluit - fijfer - kleppers - rinkelbom;
- Oswald Tahon (4/2/1945): zang - blokfluit - doedelzak - klarinet - kerfstok - schalmei - eenhandsfluit - fijfer - vlekkenfluit;
- Raoul Robyn: zang - accordeon (in 1969 opgevolgd door Frans Lots)
- Frans Lots: zang - accordeon (in 1971 opgevolgd door Wilfrid Moonen)
- Wilfrid Moonen (19/12/1948 - 28/12/2016): zang - diatonische accordeon - accordeon - viool - rietpijp - luit - mondharmonica - voetbas - bas - harmonium - gitaar - grote trom - hommel.

## Discografie

### Lp's
- 't Kliekske (1969, lp)
- 't Kliekske - Onder de groene linde
- Vlaamse Volksmuziek (1976, lp, CBS inc.)
- De Jaarwende (1977, lp, CBS inc.)
- Instrumentaal
- Klein Klein Manneken
- In Volle Bloei
- Spelenderwijs

### Cd's
- Spelenderwijs
- De Zavelboom
- In 't staminee
- Schipper, ik wil varen
- Op de buiten
- Goe Vollek (1996)
- 't Is met dees koude winterse dagen (2000)
- Schoon Lief (2003)

### Samenwerkingsvormen
't Kliekske is ook te horen op:
- Cocentu Melodiae (KU Leuven)
- De Vreught der Peetermans ofte Lovenaers (KU Leuven)
- Thaegelant (IOA Leuven)
- Liedboeken 1 en 2 (BRT)
- Brest 92 - Les Musiques de la fête (Le Chasse-Maree/Armen)
- Chants des marins d'Europe (Le Chasse-Maree/Armen)
- 20 Jaar Folkfestival Dranouter (EVA Belgium)
- Flemish Folk Music 1997 (MAP 97003, dubbel-cd)
- Traditionele Vlaamse Volksmuziek (Klara/Eufoda, 10 cd-reeks)
- Feestival Gooik (Volksmuziekgilde en MuziekMozaïek, dubbel-cd)
- Flemish Folk Music 2002 (MAP 20022, dubbel-cd)